# Zufallssämling
Zufallssämlinge oder Zufallskreuzungen sind Pflanzen, die nicht bewusst gezüchtet wurden, sondern als zufällige Kreuzung verschiedener Sorten entstehen. Sie spielen eine wichtige Rolle in der Pflanzenzucht. Wird eine solche Pflanze mit wünschenswerten Eigenschaften von einem Züchter oder Gärtner erkannt, kann er daraus einen Mutterbaum oder -strauch klonen und die Sorte weiterzüchten. Der Begriff Zufallssämling wird auch für die Einordnung solcher Sorten verwendet. Viele Kulturapfelsorten sind Zufallssämlinge.
Da fast alle Obstsorten heterozygote Klone sind, ergeben sich bei freier Kreuzung sehr verschiedenartige Nachkommen, die nur durch einen sehr langwierigen und wenig profitablen Prozess selektiert werden können, weshalb dies nur durch wenige staatliche Institute oder Liebhaber geschah und geschieht.
Deshalb spielen bis heute Zufallssämlinge, die irgendwo, oft in Gärten oder am Straßenrand, gefunden werden, eine Rolle bei der Entstehung neuer Obstsorten. So wurde die vergleichsweise neue Apfelsorte Braeburn im Jahr 1952 von einem Obstbauern in Neuseeland am Wegesrand gefunden. Auch die Apfelsorte Golden Delicious, für viele Laien der Inbegriff einer hochgezüchteten Massenapfelsorte, wurde etwa 1890 als Zufallssämling in einem Garten entdeckt.
Bei den Rosen spielt ein Zufallssämling eine große Rolle in der Rosengeschichte. Die ersten abendländischen Teerosen entstanden aus Noisette-Rosen und Rosa gigantea, waren jedoch durch ihre Sterilität für eine Weiterzucht  ungeeignet – bis der Zufallssämling „Devoniensis“ dann endlich eine Weiterzucht ermöglichte.
Es gibt eine Vielzahl von Zufallssämlingen, sowohl bei den Stauden und Sommerblumen als auch bei Gehölzen, beispielsweise:
- Phlox  „Blue Paradise“
- Pelargonium „P. Mabel  Grey“
- Betula pendula „Dalecarlica“
- Einige der populärsten Apfelsorten wie Boskop, Braeburn, Golden Delicious und Granny Smith sind Zufallssämlinge.